# Hviidehus
Hviidehus, även kallat Fröken Dagmar Hviids pensionat, i Ronneby uppfördes 1902 och är en av de byggnader i stadsdelen Blekan som uppfördes inom Ronneby hälsobrunns markområde. Den ursprungliga affärsidén till pensionatet var att ta hand om ensamkommande flickor som skulle besöka kursverksamheten vid Ronneby brunn. Efter tiden som pensionat vid hälsobrunnen har byggnaden fungerat som semesterhem för husmödrar och därefter ägts av företaget Södra Skogsenergi AB. Under 2000-talet har byggnaden återgått till sin ursprungliga funktion och fungerat som hotell.
Huvudbyggnaden är uppförd i schweizerstil med liggande träpanel och taktäckning av bandplåt. Byggnaden ingår i ett område för Blekan som reglerats med områdesbestämmelser med hänsyn till dess lokalt höga kulturhistoriska värde.